# 林雅彦
林 雅彦（はやし まさひこ、1944年（昭和19年）4月20日 - ）は、日本の国文学・民俗学者、明治大学法学部名誉教授 国際熊野学会代表委員。日本絵解き研究会代表。口承文芸研究。絵解き研究の第一人者である。

## 来歴
東京都台東区に生まれる。1966年に山梨大学教育学部国文科を卒業した。1974年に東京大学大学院人文科学研究科博士課程を単位取得退学した。
武蔵高等学校・中学校教諭を務めた後、学習院女子短期大学の助教授を経て、明治大学法学部に移り、教授に昇進した。2015年に定年退職する。
絵解き研究で1980年日本古典文学会賞を受賞した。

## 著書

### 単著
- 『日本の絵解き 資料と研究』三弥井書店、1982年、のち増補版1984年
- 『穢土を厭ひて浄土へ参らむ 仏教文学論』名著出版、1995年
- 『絵解きの東漸』笠間書院 明治大学人文科学研究所叢書、2000年

### 共編著
- 『論纂 説話と説話文学』（共編著）笠間書院、1979年
- 『説話文学Ⅰ古代篇』（共編）双文社出版、1981年
- 『説話文学Ⅱ中世篇』（共編）双文社出版、1981年
- 『えとく』（共編）白水社〈芸双書〉、1982年
- 『絵解き台本集』（徳田和夫と共編）三弥井書店〈伝承文学資料集〉、1983年
- 『口頭伝承の比較研究』（共著）弘文社、1984年
- 『一冊の講座 絵解き』（共著）有精堂出版、1985年
- 『絵画の発見＜かたち＞を読み解く19章』（共著）平凡社、1986年
- 『佛教大辞典 BUDDHICA』（共著）小学館、1988年
- 『絵解き―資料と研究―』（共編著）三弥井書店、1989年
- 『日本にとっての朝鮮文化』共著、明治大学人文科学研究所、1992
- 『おとぎ草子・山椒大夫』（共著）講談社、1992年
- 『絵解き万華鏡 聖と俗のイマジネーション』編著、三一書房、1993年
- 『日本における民衆と宗教』（共著）雄山閣、1994年
- 『絵解き 苅萱親子地蔵尊縁起 苅萱道心と石堂丸』（監修）苅萱山西光寺、1994年
- 『かるかや山西光寺・冥途への旅立ち十王巡り』（監修）苅萱山西光寺、1995年
- 『宗祖高僧絵伝(絵解き)集』渡邊昭五（共編著）三弥井書店〈伝承文学資料集成〉、1996年5月
- 『絵解き 六道地獄絵 竹澤繁子口演記録』（監修）苅萱山西光寺、1997年。改訂版2005年
- 『日本古典文学紀行』（共著）岩波書店、1998年
- 『神話・宗教・巫俗―日韓比較文化の試み―』（共著）風響社、2000年
- 『生と死の図像学 アジアにおける生と死のコスモロジー』（編）至文堂〈明治大学人文科学研究所叢書〉、2003年、
- 『「日本の絵解き」サミット山岳霊場と絵解き・台本集』（編著）那智勝浦町観光地魅力アップ推進委員会、2006年
- 『「日本の絵解き」サミット報告書 山岳霊場と絵解き』（編著）人間文化研究機構連携研究「日本とユーラシア：交流と表象」「唱導文化の比較研究」班、2006年
- 『語り紡ぐ絵解きのふるさと・信濃 台本集』（共編）笠間書院、2006年、改訂版
- 『国文学解釈と鑑賞別冊 熊野 その信仰と文学・美術・自然』（編集）至文堂、2007年
- 『大衆芸能の世界―唱導文化の日韓比較研究への試み―』編著、人間文化研究機構連携研究「日本とユーラシア：交流と表象」「唱導文化の比較研究」班、2007年
- 『国宝六道繪 『往生要集』の世界 絵解き台本』（監修・編）方丈堂出版・オクターブ (発売)、2007年
- 『「生と死」の東西文化史』編　方丈堂出版〈明治大学人文科学研究所叢書〉・オクターブ (発売)、2008年
- 『九相図資料集成 死体の美学と文学』（共著）岩田書院、2009年
- 『唱導文化の比較研究』（小池淳一と共編）岩田書院〈人間文化叢書 ユーラシアと日本 交流と表象〉、2011年、
- 『縁起堂淵之坊善光寺如来絵伝』（共著）淵之坊、2013年
- 『第3回絵解きフェスティバルin善光寺大本願 絵解き台本集』（編著）、2014年。のち、新装版DVD２枚付2015